# Мізинська стоянка

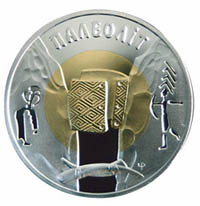
Мізинський браслет із ікла мамута на національній монеті України

Мі́зинська стоя́нка — пам'ятка археології в Україні. Розташована на Сіверщині, поблизу села Мізин (Коропський район, Чернігівська область). Належить до пізнього палеоліту, датується близько 18 000 років до н. е. Тут знайдено першу у світі колекцію давніх музичних інструментів.
Ім'ям мізинської стоянки названа культура східного гравету — мізинська культура. Археологи також класифікують культуру як ранню мадленську культуру.

## Історія

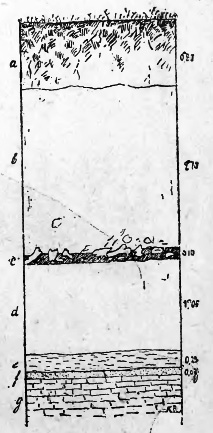
Розріз кручі в Мізині: a  —  чорна земля, b  —  льос, c  —  червонувата глина з кістками та кремінним інструментом, d  —  знову льос, e і f  —  піски, g  —  крейда; з правого боку показано, які грубі шари (в метрах).

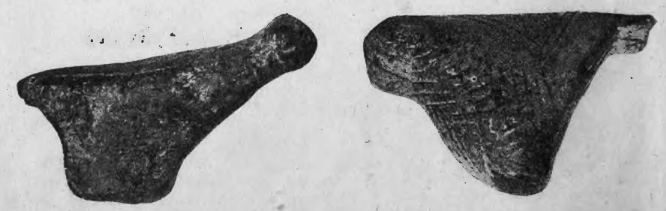
Фігурки, вирізані з мамутячої кістки з мізинської знахідки

Восени 1907 року на подвір'ї козака Кошеля з села Мізин було знайдено якісь великі кістки. Новина швидко поширилася і зацікавила археологів. Як з'ясувалося згодом, тут було поселення давніх людей (кроманьйонців доби пізнього палеоліту). За сторічний період досліджень археологи відкопали п'ять круглих жител діаметром близько семи метрів і площею до 25 м². Ці куполоподібні житла були схожі на чуми північних народів: споруджені з дерев'яних жердин, вкритих шкірами тварин, а ззовні обкладені тваринними кістками та рогами. Поблизу них було місця обробки каменю та кісток.
Крім житлових і господарських споруд на цій території знайдено чимало оригінальних високохудожніх виробів з бивня мамота: скульптури-ідоли, стилізовані жіночі статуетки, фігурки тварин, пташок, браслети, прикрашені орнаментами. Один із браслетів вкритий першим відомим зображенням меандру, інший — вкритий першим відомим свастичним зображенням. Геометричні орнаменти виконані червоною вохрою і глибоким різьбленням на кістках мамонта. Вважається, що браслети були виготовлені із прямих пластин ікла мамута, що були зігнуті у невідомий спосіб.
Безцінною знахідкою на Мізинській стоянці є дивні вироби з кісток (також з орнаментом), що являють собою музичні інструменти, які застосовувалися для супроводу танців. До так званих звучних інструментів належить також «шумлячий» мізинський набірний браслет, який складається з п'яти окремих незамкнених кілець. Це своєрідні кастаньєти, які поки що є єдиним свідченням про наявність танців у палеолітичній культурі Східної Європи[джерело?].
Стоянка була заселена в зимовий час, тут активно полювали на звіра. У Мізині виявлені не тільки кістки вовка і песця, а й собаки. N. Benecke писав, що два черепа вовка з Мізина можуть розглядатися приналежними вовкам на початковій стадії одомашнення.
Сім років життя (1954—1961) присвятив дослідженню Мізинської стоянки відомий український археолог Шовкопляс Іван Гаврилович. Результати тривалих досліджень він підсумував у монографії «Мезинская стоянка». (Киев: Наук. думка, 1965).
Досліджувалася Ф. К. Вовком, Л. X. Чикаленком, В. Є. Куриленком та інші.
Пам'ятка археології «Мізинська стоянка» розташована на території Мезинського національного природного парку.